# Deinopis plurituberculata
Espèce
Deinopis plurituberculata est une espèce d'araignées aranéomorphes de la famille des Deinopidae.

## Distribution
Cette espèce est endémique du Brésil.

## Publication originale
- Mello-Leitão, 1925 : Trois nouvelles araignées cribellees du Brésil. Revista Chilena de Historia Natural, vol. 29, p. 280-285.